# Wanici
WANICI LIMITED je kyperská developerská společnost ovládaná Luďkem Sekyrou.
23. listopadu 2006 koupila od Sekyra Group akciovou společnost Mrázovka II., vlastníka paláce Riunione Adriatica di Sicurtà od architekta Fritze Lehmanna na Jungmannově náměstí v Praze, kterou 8. března 2007 prodala fondu CEE Property Development Portfolio.
V roce 2007 koupila od skupiny Sekyra Group akciovou společnost Dejvice-Center, která připravuje o výstavbu administrativně-obchodního centra na pozemcích Vysoké školy chemicko-technologické na Vítězném náměstí v Praze-Dejvicích. Podle původního záměru mělo část pozemků odkoupit České vysoké učení technické a obě vysoké školy měly následně pozemky směnit za kanceláře v novém centru. VŠCHT od záměru ustoupila, ČVUT však nadále usilovala o odkoupení pozemků VŠCHT a následnou realizaci projektu. 31. července 2017 byl podíl prodán kyperské společnosti Ascia Holding, která ho 7. prosince 2017 dále prodala kyperské společnosti Fourth Quadrant Holdings.
V lednu 2010 byla od kyperské společnosti Berthier & Cie odkoupena společnost Interpoint vlastnící obraz Sedící žena od Pabla Picassa, pocházející ze sbírky Vincence Kramáře. Obraz byl v českých médiích zmiňován v souvislosti s pokusem o nelegální vývoz do zahraničí. V roce 2015 byl podíl prodán společnosti Alpha Noir registrované na Seychelách.
V lednu 2011 byla od Sekyra Group Real Estate B.V. koupena společnost SG Kofir, která v roce 2007 koupila od britské Wharton Capital Ltd. za 150 milionů korun její opci na 10 % podíl v projektech Žižkov Station Development. Plány Luďka Sekyry na zástavbu nákladového nádraží Žižkov komplikuje prohlášení hlavní budovy za kulturní památku.
Dceřiná společnost Palmovka Development Partners byla v roce 2018 prodána společnosti Tartis registrované na Seychelách.